# Liste der Monuments historiques in Gazeran
Die Liste der Monuments historiques in Gazeran führt die Monuments historiques in der französischen Gemeinde Gazeran auf.

## Liste der Bauwerke
| Bezeichnung                 | Beschreibung | Standort | Kennzeichnung | Schutzstatus | Datum | Bild |
| --------------------------- | ------------ | -------- | ------------- | ------------ | ----- | ---- |
| Kirche St-Germain-d’Auxerre |              | (Lage)   | PA00087443    | Inscrit      | 1965  |      |

## Liste der Objekte
- Monuments historiques (Objekte) in Gazeran in der Base Palissy des französischen Kultusministeriums